# Chotěšiny
Chotěšiny (německy Chotieschin) jsou malá vesnice, část městyse České Heřmanice v okrese Ústí nad Orlicí. Nachází se asi 1,5 kilometru severně od Českých Heřmanic. Chotěšiny jsou také název katastrálního území o rozloze 2,54 km².

## Historie
První písemná zmínka o vsi pochází z roku 1307. V roce 1848 bylo v Chotěšinách 23 domů a žilo zde 108 obyvatel. Před rokem 1848 byly Chotěšiny samostatnou obcí a patřily k panství Vysoké Mýto. Po roce 1848 se sloučily s Vračovicemi a Orlovem v jednu politickou obec. Při volbách roku 1882 se odtrhly a staly se opět samostatnou obcí.
Chotěšiny byly připojeny k Českým Heřmanicím v roce 1960. Hospodářsky se sloučila jednotná zemědělská družstva již 1. ledna a začala společně hospodařit. Politicky pak byly Chotěšiny připojeny k Heřmanicím od 1. července.